# Balloonfest '86
Balloonfest '86 är ett ballongsläpp som genomfördes i Cleveland, Ohio, USA den 27 september 1986. Ballongsläppet organiserades av välgörenhetsorganisationen The United Way of Cleveland. Nästan 1,5 miljoner ballonger släpptes och det anses vara världens största.
Ballongsläppet fick flera konsekvenser:
- Cleveland Burke Lakefront Airport tvingades en kort tid att stänga en landningsbana
- Eriesjön täcktes med ballonger vilket störde en helikopter från kustbevakningen (Coast Guard) under ett räddningsarbete och
- tusentals trasiga ballonger hamnade i Kanada på Ontarios stränder.

Det tidigare rekordet hölls av Anaheim i Orange County söder om Los Angeles i Kalifornien i USA som 1985, vid 30-årsfirandet av Disneyland, genomförde världens då största ballongsläpp.